# 1. division 1947-1948
La 1. Division 1947-1948 è stata la 35ª edizione della massima serie del campionato danese di calcio conclusa con la vittoria del KB, al suo nono titolo.
Capocannoniere del torneo fu John Hansen del BK Frem con 20 reti.

## Classifica finale
|    | Classifica         | G  | V  | N | P  | GF | GS | DR  | Pti |
| -- | ------------------ | -- | -- | - | -- | -- | -- | --- | --- |
| 1  | KB                 | 18 | 16 | 1 | 1  | 48 | 13 | +35 | 33  |
| 2  | BK Frem            | 18 | 14 | 1 | 3  | 59 | 30 | +29 | 29  |
| 3  | AB                 | 18 | 12 | 2 | 4  | 67 | 37 | +30 | 26  |
| 4  | AGF                | 18 | 8  | 4 | 6  | 38 | 38 | 0   | 20  |
| 5  | B 1903             | 18 | 6  | 4 | 8  | 34 | 38 | -4  | 16  |
| 6  | Køge BK            | 18 | 5  | 4 | 9  | 39 | 59 | -20 | 14  |
| 7  | Østerbros Boldklub | 18 | 6  | 1 | 11 | 36 | 45 | -9  | 13  |
| 8  | Odense (*)         | 18 | 4  | 4 | 10 | 38 | 49 | -11 | 12  |
| 9  | B 93               | 18 | 4  | 4 | 10 | 27 | 41 | -14 | 12  |
| 10 | Fremad Amager      | 18 | 1  | 3 | 14 | 19 | 55 | -36 | 5   |

(*) Squadra neopromossa

## Verdetti
- KB Campione di Danimarca 1947-48.
- Fremad Amager retrocesso.